# Sigifredo Mercado
Sigifredo Mercado Sainz (Toluca, Estado de México, 21 de diciembre de 1968) es un ex futbolista mexicano que jugó como centrocampista. Militó en diferentes clubes de la Primera División de México así como la extinta Primera División A de México. 

## Trayectoria
Comenzó su cerrera futbolística en el ya desaparecido Club Ángeles de Puebla en 1987 en donde mostró la buena pegada que tenía y su habilidad para ser cobrdor de penaltis. Luego llegó al Puebla Futbol Club, Deportivo Toluca, América, Club León, Atlas de Guadalajara y en el Club Zacatepec de la Primera A. 
Su debut fue con los Ángeles de Puebla en la 1987-88 pero fue en 1995 cuando llegó al Club León en donde empezó a sobresalir.
La mejor temporada que tuvo con el León fue en 1997 en la que marcó en 29 juegos 11 goles pero la Fiera cayó en la final ante Cruz Azul.

### Selección nacional
Por sus buenas actuaciones el técnico Manuel Lapuente lo convocó para integrarse a la selección mexicana de fútbol en donde debutó ante Honduras el 7 de febrero de 1998 en la Copa Oro, torneo en donde México se coronó campeón.
Al llegar el técnico Javier Aguirre a dirigir la Selección Nacional llamó a Sigifredo Mercado y llegó a ser subcampeón en la Copa América 2001. Participó en el Mundial Corea-Japón 2002 y jugó 3 partidos, ante Croacia, Ecuador y Estados Unidos.
Luego de su participación en Corea-Japón 2002 y la salida de Javier Aguirre de la Selección Nacional, Sigifredo Mercado ya no fue convocado pero siguió su carrera hasta 2006 en el Zacatepec de la Primera A en donde dijo adiós a las canchas.

### Penales
Sigifredo Mercado fue reconocido como uno de los mejores cobradores de penales que México ha dado, pues con el León tuvo el 95 por ciento de efectividad al marcar 23 de 24 tirados, de él le sigue Mena con 86 por ciento de efectividad que tiró 28 penales y marcó 24 y en tercer sitio está Maueo Boselli, con 83 por ciento de efectividad que tiró 23 y marcó 19.

## Estadísticas

### Clubes
| Ángeles de Puebla · México |               |               |     |    |    |   |   |     |     |    |
| 1ª | 1987-88       | 2             | 0   | 1  | 0  | - | - | 3   | 0   |    |
| Total club | Total club    | 2             | 0   | 1  | 0  | - | - | 3   | 0   |    |
| Puebla F.C. · México |               |               |     |    |    |   |   |     |     |    |
| 1ª | 1988-89       | 0             | 0   | 2  | 0  | - | - | 2   | 0   |    |
| 1ª | 1989-90       | 0             | 0   | 3  | 0  | - | - | 3   | 0   |    |
| 1ª | 1990-91       | 4             | 0   | 3  | 0  | 3 | 1 | 10  | 1   |    |
| 1ª | 1991-92       | 23            | 1   | 5  | 1  | - | - | 28  | 2   |    |
| 1ª | 1992-93       | 36            | 3   | -  | -  | - | - | 36  | 3   |    |
| 1ª | 1999-00       | 25            | 1   | -  | -  | - | - | 25  | 1   |    |
| 1ª | 2003-04       | 35            | 9   | -  | -  | - | - | 35  | 9   |    |
| 1ª | 2004-05       | 28            | 0   | -  | -  | - | - | 28  | 0   |    |
| Total club | Total club    | 151           | 14  | 13 | 1  | 3 | 1 | 167 | 16  |    |
| Deportivo Toluca · México |               |               |     |    |    |   |   |     |     |    |
| 1ª | 1993-94       | 35            | 1   | -  | -  | - | - | 35  | 1   |    |
| 1ª | 1994-95       | 14            | 1   | 1  | 0  | - | - | 15  | 1   |    |
| Total club | Total club    | 49            | 2   | 1  | 0  | - | - | 50  | 2   |    |
| C. América · México |               |               |     |    |    |   |   |     |     |    |
| 1ª | 1997-98       | -             | -   | -  | -  | 2 | 0 | 2   | 0   |    |
| Total club | Total club    | -             | -   | -  | -  | 2 | 0 | 2   | 0   |    |
| León A.C. · México |               |               |     |    |    |   |   |     |     |    |
| 1ª | 1995-96       | 30            | 1   | 2  | 1  | - | - | 32  | 2   |    |
| 1ª | 1996-97       | 30            | 1   | 4  | 0  | - | - | 34  | 1   |    |
| 1ª | 1997-98       | 29            | 11  | -  | -  | - | - | 29  | 11  |    |
| 1ª | 1998-99       | 28            | 4   | -  | -  | 2 | 1 | 30  | 5   |    |
| 1ª | 2000-01       | 33            | 9   | -  | -  | - | - | 33  | 9   |    |
| 1ª | 2001-02       | 14            | 6   | -  | -  | - | - | 14  | 6   |    |
| 2ª | 2002-03       | 5             | 1   | -  | -  | - | - | 5   | 1   |    |
| Total club | Total club    | 169           | 33  | 6  | 1  | 2 | 1 | 177 | 35  |    |
| Atlas F.C. · México |               |               |     |    |    |   |   |     |     |    |
| 1ª | 2001-02       | 16            | 3   | -  | -  | - | - | 16  | 3   |    |
| 1ª | 2002-03       | 5             | 0   | 1  | 0  | - | - | 6   | 0   |    |
| Total club | Total club    | 21            | 3   | 1  | 0  | - | - | 22  | 3   |    |
| Zacatepec 1948 · México |               |               |     |    |    |   |   |     |     |    |
| 2ª | 2005-06       | 11            | 1   | -  | -  | - | - | 11  | 1   |    |
| Total club | Total club    | 11            | 1   | -  | -  | - | - | 11  | 1   |    |
| Total carrera | Total carrera | Total carrera | 403 | 53 | 22 | 2 | 7 | 2   | 432 | 57 |
| (1) Incluye datos de la Copa México y Pre Pre Libertadores (2002). (2) Incluye datos de la Copa de Campeones de la Concacaf (1991 y 1998) y Copa Libertadores (1998). |               |               |     |    |    |   |   |     |     |    |

### Selección nacional
| Selección  | Año        | Amistosos | Amistosos | Eliminatorias | Eliminatorias | Mundial | Mundial | Copa Oro | Copa Oro | Copa América | Copa América | Copa Confederaciones | Copa Confederaciones | Total | Total |
| Selección  | Año        | Part.     | Goles     | Part.         | Goles         | Part.   | Goles   | Part.    | Goles    | Part.        | Goles        | Part.                | Goles                | Part. | Goles |
| ---------- | ---------- | --------- | --------- | ------------- | ------------- | ------- | ------- | -------- | -------- | ------------ | ------------ | -------------------- | -------------------- | ----- | ----- |
| México     |            |           |           |               |               |         |         |          |          |              |              |                      |                      |       |       |
| 1998       | 1          | 0         | -         | -             | -             | -       | 1       | 0        | -        | -            | -            | -                    | 2                    | 0     |       |
| 2001       | 3          | 0         | 2         | 0             | -             | -       | -       | -        | 6        | 0            | -            | -                    | 11                   | 0     |       |
| 2002       | 5          | 0         | -         | -             | 3             | 0       | -       | -        | -        | -            | -            | -                    | 8                    | 0     |       |
| Total club | Total club | 9         | 0         | 2             | 0             | 3       | 0       | 1        | 0        | 6            | 0            | -                    | -                    | 21    | 0     |

## Selección nacional
Jugador fundamental en el Mundial Corea-Japón 2002, subcampeón de la Copa América 2001, campeón de la Copa Oro 1998.
Fecha de debut: 7 de febrero de 1998
Partido de debut:  México 2-0  Honduras
Entrenador que lo debutó: Manuel Lapuente.

### Participaciones en fases finales
| Competición            | Categoría | Sede                  | Resultado        | Partidos |
| ---------------------- | --------- | --------------------- | ---------------- | -------- |
| Copa Oro CONCACAF 1998 | Absoluta  | Estados Unidos        | Campeón          | 1        |
| Copa América 2001      | Absoluta  | Colombia              | Subcampeón       | 6        |
| Copa Mundial FIFA 2002 | Absoluta  | Corea del Sur y Japón | Octavos de final | 3        |

### Partidos internacionales
| #  | Fecha                   | Rival          | Sede                | Estadio                       | Resultado | Competición                |
| -- | ----------------------- | -------------- | ------------------- | ----------------------------- | --------- | -------------------------- |
| 1  | 7 de febrero de 1998    | Honduras       | Oakland             | O.co Coliseum                 | 2-0       | Copa Oro CONCACAF 1998     |
| 2  | 24 de febrero de 1998   | Países Bajos   | Miami               | Miami Orange Bowl             | 3-2       | Amistoso                   |
| 3  | 12 de julio de 2001     | Brasil         | Cali                | Estadio Pascual Guerrero      | 1-0       | Copa América 2001          |
| 4  | 15 de julio de 2001     | Paraguay       | Cali                | Estadio Pascual Guerrero      | 0-0       | Copa América 2001          |
| 5  | 18 de julio de 2001     | Perú           | Cali                | Estadio Pascual Guerrero      | 0-1       | Copa América 2001          |
| 6  | 22 de julio de 2001     | Chile          | Pereira             | Estadio Hernán Ramírez        | 2-0       | Copa América 2001          |
| 7  | 25 de julio de 2001     | Uruguay        | Pereira             | Estadio Hernán Ramírez        | 2-1       | Copa América 2001          |
| 8  | 29 de julio de 2001     | Colombia       | Bogotá              | Estadio Nemesio Camacho       | 0-1       | Copa América 2001          |
| 9  | 23 de agosto de 2001    | Liberia        | Veracruz, Ver.      | Luis "Pirata" Fuente          | 5-4       | Amistoso                   |
| 10 | 2 de septiembre de 2001 | Jamaica        | Kingston            | Independence Park             | 2-1       | Clasificación Mundial 2002 |
| 11 | 31 de octubre de 2001   | El Salvador    | Puebla              | Cuauhtémoc                    | 4-1       | Amistoso                   |
| 12 | 11 de noviembre de 2001 | Honduras       | México, DF          | Azteca                        | 3-0       | Clasificación Mundial 2002 |
| 13 | 14 de noviembre de 2001 | España         | Huelva, España      | Nuevo Colombino               | 1-0       | Amistoso                   |
| 14 | 13 de febrero de 2002   | Yugoslavia     | San Diego           | Qualcomm Stadium              | 1-2       | Amistoso                   |
| 15 | 13 de marzo de 2002     | Albania        | San Diego           | Qualcomm Stadium              | 4-0       | Amistoso                   |
| 16 | 3 de abril de 2002      | Estados Unidos | Nueva Jersey        | Inviesco Field                | 0-1       | Amistoso                   |
| 17 | 17 de abril de 2002     | Bulgaria       | East Rutherford, NJ | Giants Stadium                | 1-0       | Amistoso                   |
| 18 | 16 de mayo de 2002      | Bolivia        | San Francisco, CA   | Candlestick Park              | 1-0       | Amistoso                   |
| 19 | 3 de junio de 2002      | Croacia        | Niigata             | Stadium Big Swan              | 1-0       | Copa Mundial FIFA 2002     |
| 20 | 9 de junio de 2002      | Ecuador        | Miyagi              | Estadio de Miyagi             | 2-1       | Copa Mundial FIFA 2002     |
| 21 | 17 de junio de 2002     | Estados Unidos | Jeonju              | Estadio Mundialista de Jeonju | 0-2       | Copa Mundial FIFA 2002     |

## Palmarés

### Torneos nacionales
| Título                      | Club        | País   | Año     |
| --------------------------- | ----------- | ------ | ------- |
| Primera División            | Puebla F.C. | México | 1989-90 |
| Copa México                 | Puebla F.C. | México | 1989-90 |
| Campeón de Campeones        | Puebla F.C. | México | 1989-90 |
| Torneo Clausura Primera 'A' | León A.C.   | México | 2003    |

### Torneos internacionales
| Título                     | Club               | País                       | Año  |
| -------------------------- | ------------------ | -------------------------- | ---- |
| Copa de Campeones CONCACAF | Puebla F.C.        | México y Trinidad y Tobago | 1991 |
| Copa Oro CONCACAF          | Selección Mexicana | Estados Unidos             | 1998 |